# Romaria do Senhor Jesus da Piedade
A Romaria do Senhor Jesus da Piedade ocorre na cidade raiana de Elvas, no distrito de Portalegre, na arquidiocese de Évora, sendo organizada pela Confraria do Senhor Jesus da Piedade (fundada em 1737).

## História
A romaria remonta ao ano de 1736, quando um clérigo elvense caiu por várias vezes da mula em que seguia, vindo a ficar diante de uma cruz, onde prometeu erguer uma igreja caso conseguisse chegar ao seu destino. Assim, por voto do referido eclesiástico se ergueu o Santuário do Senhor Jesus da Piedade. 
A romaria tem início no dia 20 de Setembro, começando com a chamada Procissão dos Pendões. A procissão inicia-se por volta das dezoito horas, saindo da Igreja de Nossa Senhora da Assunção, antiga Sé de Elvas e da Ermida de Nossa Senhora das Dores. No cortejo, que tem a duração de cerca de três horas, incorporam-se, ao som dos hinos de três bandas filarmónicas, com destino ao Santuário do Senhor da Piedade, os estandartes e pendões representativos de todas as paróquias, irmandades e confrarias do concelho de Elvas, da Câmara Municipal, das unidades militares sediadas na cidade, dos Bombeiros Voluntários e outras colectividades importantes, todas elas precedendo o pendão da Confraria do Senhor Jesus da Piedade, que encerra o cortejo. 
À chegada ao Parque do Piedade, onde também decorre a secular Feira de São Mateus, tem lugar uma sessão de fogo de artíficio, que se repete nos dias seguintes. A romaria termina uma semana depois, com a Procissão de regresso dos Pendões, após vários dias de animação , onde acorrem muitos romeiros e visitantes provenientes de várias partes do país (essencialmente do Alto Alentejo) e da vizinha Espanha.